# 沈聽之
沈聽之（？—1614年），號心聞，河南汝寧府商城縣人，明朝政治人物。

## 生平
萬曆十三年（1585年）乙酉科河南鄉試舉人。萬曆二十年（1592年），登壬辰科第三甲第六十三名進士，兵部觀政，六月授長安知縣，二十六年十月被宗室永寿王府輔國中尉參奏其贪酷蔑法，凌虐宗室，被逮至京讯问，三十三年降調，四十年補两淮運司知事，四十一年仕至荊州府推官。次年卒。

## 家族
曾祖沈志龍；祖父沈淳；父沈明，知縣。